# Ласло Секереш
Ладислав „Ласло“ Секереш (Суботица, 12. септембар 1931 – Земун, 27. децембар 1997) био је српски и југословенски археолог и музеолог.
Од почетка каријере па све до своје смрти био је сарадник Суботичког Градског музеја, којем је једну деценију био и директор. У овој институцији провео је близу 40 година као кустос-археолог, а био је познат и као истраживач етнографије, културологије, регионалне историје. Био је врстан познавалац археологије северних предела Бачке а стекао је поштовање и као друштвено-политички радник.

## Биографија
Школу је похађао у свом родном граду. За археологију се определио још као гимназијалац. Игром случаја нашао се у групи која је након ослобођења формирана као покушај оживљења музеолошког активизма у Севернобачком округу. На челу тог покрета налазио се Имре Шулман, први директор градског музеја у Суботици. У времену велике оскудице, Шулман је био патрон младих студената, и обезбедио средства за њихово школовање у далекој Словенији. Тако је и Секереш лета 1957. био у прилици да као ученик професора Срећка Бродара и Јосипа Корошеца заврши студије на Љубљанском Универзитету, са дипломом праисторијске археологије.
Вративши се у Суботицу, одмах након одслужења војног рока 1958. године Ласло се као хонорарни приправник латио посла на археологији, те узнапредивши, био изабран за заменика директора Шулмана, а након његовог пензионисања 1960. преузео место директора музеја. У малом среском музеју где су услови и обим посла били ограничени на локалну хисториографију, улога директора била је полихисторска - осим археолог, био је и етнолог, културолог, биолог, нумизматичар, историчар уметности, једном речју све у једном. На пример био је један од иницијатора и оснивача суботичке галерије, познатије као Ликовни Сусрет.
Као директор био је веома амбициозан, изградио је многе контакте са музејским институцијама у свету. На пример са Смитсониан Институтом, који је уз његово посредовање финансирао неколико ископавања на подручју Војводине. Радио је и на ископавањима у иностранству, на пример у Мађарској, а у СР Немачкој боравио је на усавршавању.
Бавио се свим археолошким епохама. Саставио је археолошку карту северне Бачке, за потребе суботичког и сенћанског музеја. Водио је низ мањих и већих, углавном заштитних ископавања, и био учесник бројних систематских. Учествовао је на свим већим домаћим и страним археолошким скуповима.
У знак признања, пре свега у струци, Секереш је добијао место у разним саветима, форумима и комисијама за културу и науку. Највећа част за њега је било именовање на место првог председника Археолошког друштва Србије (послератног Српског Археолошког друштва), које је најпре функционисало као републичка подружница Археолошког друштва Југославије.
Преминуо је 27. децембра 1997. Његов Ин Мемориам писао је професор Ђорђе Јанковић на српском, а колега из Суботичког музеја Петер Риц на мађарском језику.

## Прототип археолога
Још као студент волонтирао је на ископавањима која је водио Растко Рашајски у Малом Иђошу. Након студија вративши се у своју паланку, у самоћи музејског рада сањао је о препорођењу ове провинције у метрополу. На свој начин допринео је томе популаризујући прошлост града и његове околине. За целог живота веровао је да и најзабаченији, најпросечнији и најнеимагинарнији крајолик каква је Војвођанска равница скрива мноштво успомена прошлости. Говорио је:
| „Ја сам археолог! Човек који из прошлости шаље поруке у садашњост, човек који жели да покаже да је лепо и поштено чинити нешто за свој град.” |

То је био његов кредо док је и у најтежим политичким временима, са великим оптимизмом и вером покушавао да из потешкоћа извуче поуке и да ствари покрене у позитивном смеру. Као и све његове колеге борио се са недостатком средстава за истраживања и са неразмевањем генерално према науци. Водила га је искрена знатижеља и жеђ за знањем, дух који се јасно види читајући његова дела.